# جيمس أبوللو
جيمس أبوللو (بالإنجليزية: James Apollo)‏ هو كاتب أغاني أمريكي، ولد في 25 ديسمبر 1984.

## وصلات خارجية
- الموقع الرسمي
- جيمس أبوللو على موقع IMDb (الإنجليزية)
- جيمس أبوللو على موقع IMDb (الإنجليزية)
- جيمس أبوللو على موقع ميوزك برينز (الإنجليزية)
- جيمس أبوللو على موقع ديسكوغز (الإنجليزية)